# Talk Saxy
"Talk Saxy"는 대한민국의 보이 밴드 라이즈의 곡이다. 2023년 10월 27일 SM 엔터테인먼트를 통해 발매되었고 카카오 엔터테인먼트와 RCA 레코드가 유통했다. 이후 그룹의 EP "RIIZING"에 7번째 트랙으로 수록되었다. "Talk Saxy"는 곡 발매 직후 활동을 중단하고 2024년 그룹을 탈퇴한 멤버 승한이 참여한 마지막 싱글이다.

## 배경 및 발매
대한민국의 보이 밴드 라이즈는 2023년 9월 4일 싱글 음반 Get A Guitar를 발매하며 데뷔했으며, 음반은 발매 첫 주에 백만 장 이상이 팔리며 상업적으로 성공을 거두었다. 한 달 뒤, SM 엔터테인먼트는 2023년 4분기 발매 라인업을 발표하며 그룹이 10월 말에 후속 싱글을 발매할 것이라고 밝혔다. 10월 23일, SM은 "Talk Saxy"가 10월 27일 디지털 다운로드 및 스트리밍 플랫폼을 통해 발매될 것이라고 공식 발표했다.

## 구성
"Talk Saxy"의 가사는 브라이스 폭스, 토니 페라리, 유렉 레우나마키가 썼으며, 추가 한국어 가사는 작사팀 당케가 썼다. 폭스, 페라리, 레우나마키는 사뮤일, 제레미 "테이" 재스퍼, 에이드리언 맥키넌과 함께 작곡에도 참여했다. 편곡은 폭스와 벤자민 55가 완성했다. 발표 당시, SM 엔터테인먼트는 이 곡을 "중독성 있는" 색소폰 리프와 "강렬한" 808 스타일의 드럼 머신 비트가 특징인 댄스 팝 구성의 곡으로 묘사했다. 다른 이들은 이 곡을 "펄스 비트"와 함께 "올드 스쿨" 사운드를 가지고 있다고 묘사했다. 가사적으로 "Talk Saxy"는 낯선 사람에게 끌리고 그들의 주의를 끄는 것에 초점을 맞춘다. "Talk Saxy"는 바단조로 작곡되었으며, 템포는 분당 89비트이다.

## 평론가 반응
"Talk Saxy"는 평론가들로부터 긍정적인 반응을 얻었다. Ones to Watch의 알레산드라 린콘은 이 곡의 "캐치한" 벌스에서 개별 멤버들의 재능이 "빛나며", 그들의 "매력적이고 부드러운 보컬이 항상 존재하는 색소폰 리프에 완벽한 대조를 이룬다"고 평했다. 빌보드의 스타 보웬뱅크는 "Talk Saxy"가 "배짱 있고" "에너지가 넘치며", 곡의 색소폰 리프를 제이슨 데룰로의 "Talk Dirty"와 피프스 하모니의 "Worth It"에 비유했다. 더 크레이즈의 시드니 애처슨은 이 곡이 "너무 중독적"이고 "명곡"이라고 썼다.

## 뮤직 비디오
"Talk Saxy"의 뮤직 비디오는 곡 발매 이틀 전 SM 엔터테인먼트가 공식 유튜브 채널에 17초짜리 클립을 공개하며 처음 티저가 공개되었다. 다음 날 또 다른 17초짜리 티저가 공개되었다. 전체 비디오는 10월 27일 곡과 동시에 SM 유튜브 채널에 공개되었다. 라픽이 감독한 이 비디오는 2023년 10월 초에 촬영되었다. 뮤직 비디오는 그룹이 대형 스피커, 구형 조명, 네온 플로어, 그래피티를 배경으로 다양한 화려한 스튜디오에서 곡을 공연하는 모습을 담고 있다. 헐렁한 청바지와 스포츠 저지 등 1990년대 스타일의 의상을 입고, 이 비디오는 샤이니, 백스트리트 보이즈, 엔싱크, B2K와 같은 그 시대 보이 밴드에 대한 오마주로 묘사되었다.

## 라이브 공연
"Get a Guitar" 발매 후, 라이즈는 6개의 대한민국 음악 프로그램에서 공연했다: 10월 27일과 11월 3일 KBS의 뮤직뱅크, 10월 28일과 11월 4일 MBC의 쇼! 음악중심, 10월 29일과 11월 5일 SBS의 SBS 인기가요, 그리고 11월 9일 Mnet의 엠카운트다운이다.
곡을 더 홍보하기 위해 그룹은 Mnet의 Performance37과 MBC의 It's Live에서도 공연했다. 그룹은 또한 여러 음악 시상식에서 이 곡을 공연했다. 11월 29일 2023 MAMA 어워즈에서 그룹은 "Talk Saxy"와 "Siren"을 공연했다. 그룹의 2023 멜론 뮤직 어워드 공연에서는 멤버 원빈이 기타 솔로 인트로를 연주한 후 "Get a Guitar"와 "Talk Saxy"의 완전한 그룹 공연으로 전환했다. 2024년 1월 2일 33회 서울가요대상에서 밴드는 "Get a Guitar"와 함께 메들리로 이 곡을 다시 공연했다.
그룹의 2024년 RIIZING Day 콘서트 투어의 세트리스트에도 포함되었다.

## 크레딧 및 참여자
RIIZING 라이너 노트를 기반으로 한 크레딧.
스튜디오
- SM SSAM 스튜디오 – 녹음, 믹스 엔지니어링
- 77F 스튜디오 – 디지털 편집
- SM Lyvin 스튜디오 - 믹스 엔지니어링
- SM 블루컵 스튜디오 - 믹싱
- 스털링 사운드 – 마스터링

참여자
- SM 엔터테인먼트 – 총괄 프로듀서
- 장철혁 – 총괄 감독
- 라이즈 – 보컬
- 브라이스 폭스 - 가사, 작곡
- 토니 페라리 - 가사, 작곡, 배경 보컬
- 유렉 레우나마키 - 가사, 작곡, 편곡
- 당케 - 가사
- 사뮤일 - 작곡
- 테이 재스퍼 - 작곡
- 에이드리언 맥키넌 - 작곡
- 벤자민 55 - 편곡
- 1Take - 보컬 디렉션
- 영 찬스 - 배경 보컬
- 시몬 페트렌 - 피아노
- 강은지 – 녹음, 엔지니어링
- 김효준 - 녹음
- 우민정 - 디지털 편집
- 이지홍 - 엔지니어링
- 정희석 - 믹싱
- 크리스 게링거 – 마스터링

## 차트
| 차트 (2023–2024)                 | 최고 순위 |
| -------------------------------- | --------- |
| 일본 다운로드 송즈 (빌보드 재팬) | 69        |
| 대한민국 (써클)                  | 68        |

| 차트 (2024)     | 순위 |
| --------------- | ---- |
| 대한민국 (써클) | 78   |

| 차트 (2024)     | 순위 |
| --------------- | ---- |
| 대한민국 (써클) | 163  |

## 발매 역사
| 지역      | 날짜             | 형식                     | 레이블    |
| --------- | ---------------- | ------------------------ | --------- |
| 여러 지역 | 2023년 10월 27일 | 디지털 다운로드 스트리밍 | SM 카카오 |